# Hamoud Al-Shemmari
Hamoud Al-Shemmari (26 settembre 1960) è un ex calciatore kuwaitiano, di ruolo difensore.